# 옹박 3: 보디가드
《옹박 3 : 보디가드》(The Bodyguard)는 태국에서 제작된 페치타이 웡캄라오 감독의 2004년 액션, 코미디 영화이다. 아란야 남웡 등이 주연으로 출연하였다.

## 출연

### 주연
- 아란야 남웡
- 페치타이 웡캄라오
- 뿜와리 요카몰
- 피팟 아피라크타나콘
- 토니 자